# Evangelij po Luku
Evangelij po Luku je izmed štirih kanoničnih evangelijev najdaljši. V več pogledih je prava mojstrovina. Že Hieronim († 420) je opazil, da je Luka med novozaveznimi pisatelji najbolj vešč grškega jezika.
Luka posreduje najbolj celotno podobo Jezusovega življenja. Najbolj podrobno opiše Jezusovo otroštvo in Jezusovo povelikonočno delovanje. Samo on omenja dvanajstletnega Jezusa v templju in Jezusov odhod na Oljsko goro, od koder je šel v nebesa.
Evangelij je zasnovan po načinu pisanja helenističnih in judovskih svetih pisateljev. Začne se s predgovorom, v katerem pojasni spoštovanemu Teofilu, čemu se je lotil pisanja. Za predgovorom je daljši uvod v evangelij, ki se delo v poročilo o Jezusovem otroštvu in v predzgodovino Jezusovega javnega delovanja. V notranjem delu pa se evangelij, tako kot Matejev in Markov, deli v tri dele: Jezus deluje v Galileji, Jezus na poti v Jeruzalem in Jezusovo delovanje v Jeruzalemu, kjer uresniči odrešenje. V razvrstitvi gradiva se drži Marka, vendar ga z več vložki močno obogati. To stori na dveh mestih. Na prvem je vtkal vzporedno izročilo Matejeve oblike Govora na gori. To je mala Lukova vključitev. Na drugem mestu pa dogodke s poti v Jeruzalem, kamor je šel trpet in umret. To pa je velika Lukova vključitev.
Temeljno sporočilo Lukovega evangelija je vesoljnost odrešenja. Jezus je odrešenik vsega človeštva, ne samo Judov, iz katerih izhaja. To je povedal že z rodovnikom, še bolj pa z dogodki Jezusovega otroštva. Lukkove vesoljnosti pa ne smemo razumeti samo v smislu »vsi narodi«, temveč tudi socialno. Jezus je posebno odrešenik ubogih, zavrženih, izobčenih.
V Lukovem evangeliju se posebno kaže Jezusova dobrota. Jezus je ganljivo dober do bolnikov, tujcev, grešnikov. Ta dobrota je tako velika, da so se farizeji spotikali nad njim in dvomili o njegovi mesijanski vlogi. Jezus je vztrajal in do časti povzdignil tudi ženske, ki so bile takrat potisnjene na rob družbenega dogajanja. Tako največ žensk v Jezusovi bližini omenja Luka.
Evangelij je namenjen poganom. Povedati jim hoče, da so tudi oni v Kristusu odrešeni in namenjeni zveličanju. Najbolj verjetno je namenjen tistim krajem Sredozemlja, kjer je apostol Pavel oznanjal evangelij in ustanavljal Cerkev, kajti Luka je bil nekaj časa z njim. Nastal je po letu 70, vsekakor pozneje kot Markov evangelij, ker je Luka po Marku povzel zasnovo evangelija. Nastal je približno istočasno kot Matejev evangelij, ker skupaj z njim navaja stvari, posebno Jezusove govore, ki jih Marko nima.